# Wasilij Korniejew
Wasilij Nikiforowicz Korniejew (ros. Василий Никифорович Корнеев, ur. 20 maja 1909 we wsi Bogojawlenka, zm. ?) – radziecki polityk, działacz partyjny.

## Życiorys
Od 1927 pracował jako nauczyciel i wychowawca w domu dziecka im. Pirogowa w okręgu kozłowskim, 1930-1933 studiował w Woroneskim Instytucie Obrachunku Narodowo-Gospodarczego, po czym został szefem obrachunku handlowego Jakuckiego Zarządu Obrachunku Narodowo-Gospodarczego. Następnie pracował w Woroneżu jako starszy ekonomista obwodowego zarządu i kierownik Działu Planowo-Ekonomicznego, zastępca zarządcy i zarządca Woroneskiego Obwodowego Zarządu Zjednoczenia Państwowych Wydawnictw Książkowych, później pracował w Woroneskim Obwodowym Truście Sowchozów Mięsnych i Mlecznych, w 1939 został przyjęty do WKP(b). W 1943 został zastępcą kierownika Wydziału Przemysłu Lekkiego i Lokalnego, później p.o. zastępcy kierownika Wydziału Przemysłowo-Transportowego Komitetu Obwodowego WKP(b) w Woroneżu i p.o. kierownika Wydziału Przemysłowego tego komitetu, w 1948 pełnił funkcję zastępcy sekretarza Komitetu Obwodowego WKP(b) w Woroneżu ds. przemysłu, a 1948-1949 kierownika Wydziału Przemysłu Ciężkiego Komitetu Obwodowego WKP(b) w Woroneżu. Od 1949 do listopada 1950 był sekretarzem Komitetu Obwodowego WKP(b) w Woroneżu, od listopada 1950 do października 1952 II sekretarzem tego komitetu, od października 1952 do kwietnia 1960 przewodniczącym Komitetu Wykonawczego Woroneskiej Rady Obwodowej, a od kwietnia do grudnia 1960 dyrektorem wyższej szkoły partyjnej w Woroneżu. Następnie został przeniesiony do Celinogradu jako zastępca przewodniczącego Komitetu Wykonawczego Rady Krajowej, od 1961 do stycznia 1963 przewodniczący Komitetu Wykonawczego Rady Obwodowej, od stycznia 1963 do grudnia 1964 przewodniczący Komitetu Wykonawczego Wiejskiej Rady Obwodowej, a od grudnia 1964 do listopada 1965 ponownie przewodniczący Komitetu Wykonawczego Rady Obwodowej. W listopadzie 1965 przeszedł na emeryturę. Był odznaczony Orderem Lenina, Orderem Czerwonego Sztandaru Pracy i medalami, w tym Medalem „Za ofiarną pracę w Wielkiej Wojnie Ojczyźnianej 1941–1945”.